# Les Noces funèbres
Pour plus de détails, voir Fiche technique et Distribution.
Les Noces funèbres ou La Mariée cadavérique au Québec (Corpse Bride) est un film d'animation en volume américano-britannique réalisé par Tim Burton et Mike Johnson (en), sorti en 2005. Inspiré de la légende de La Mariée morte, le scénario est coécrit par Pamela Pattler, John August et Caroline Thompson. Le film est dédié à la mémoire de Joe Ranft, décédé dans un accident de voiture en 2005. En plus d’avoir été le producteur exécutif du film, il est à l’origine de l’histoire.
Au XIXe siècle, dans un petit village, Victor Van Dort, fils de nouveaux riches, et Victoria Everglot, fille de petite noblesse dont les parents sont ruinés, sont promis l'un à l'autre. Le coup de foudre est immédiat entre ces deux personnages touchants de gaucherie pour lui et de douceur pour elle. Par mégarde et dans des conditions fantasmagoriques, Victor se retrouve marié au cadavre d'Emily, une mystérieuse mariée morte, qui l'entraîne de force dans le monde des morts. Même si la « vie » dans ce monde paraît bien plus joyeuse que dans celui des vivants, Victor ne peut oublier Victoria.

## Synopsis
Victor Van Dort, le fils de marchands de poisson nouveaux riches, et Victoria Everglot, la fille négligée d'aristocrates désargentés, se préparent à leur mariage arrangé, qui permettra simultanément d'élever la classe sociale des parents de Victor et de restaurer la richesse de la famille de Victoria ("According to Plan"). Bien qu'ils tombent instantanément amoureux, Victor, nerveux, gâche la répétition de leur mariage en oubliant ses vœux et en mettant maladroitement le feu à la robe de Lady Everglot. S'enfuyant dans une forêt voisine, il répète ses vœux avec un arbre et place son alliance sur une racine. Cependant, la racine s'avère être le doigt d'une femme morte nommée Emily, qui sort de sa tombe en affirmant qu'elle est désormais l'épouse de Victor, et l'emmène en esprit au pays des morts.
Pendant son séjour avec elle, Victor apprend qu'Emily a été assassinée il y a des années, la nuit de sa fugue, par un inconnu qui a volé les bijoux de famille qu'elle avait apportés (Remains of the Day). Emily permet à Victor de retrouver son chien Scraps, décédé depuis longtemps, et ils se lient d'amitié. Désespérant de retourner à Victoria, Victor convainc Emily de les ramener au Pays des vivants en prétendant qu'il veut qu'elle rencontre ses parents. Emily emmène Victor voir l'Ancien Gutknecht, le gentil dirigeant du monde souterrain, qui leur accorde un passage temporaire. Victor, se sentant coupable d'avoir trompé Emily, demande à la mariée d'attendre dans la forêt. Il réussit à retrouver Victoria et lui avoue son désir de l'épouser au plus vite. Avant qu'ils ne puissent s'embrasser, Emily les découvre et, se sentant trahie et blessée, ramène Victor au royaume des morts (Tears to Shed). Victoria essaie rapidement d'informer ses parents de la situation de Victor, mais ils ne la croient pas et supposent qu'il l'a quittée. Contre sa volonté, ils décident de la marier à un visiteur présumé riche, Lord Barkis Bittern, qui est apparu lors de la répétition du mariage.
Après s'être réconcilié avec Emily, Victor apprend le mariage imminent de Victoria avec Barkis par le cocher de sa famille, récemment décédé. Bouleversé par cette nouvelle, Victor décide d'épouser Emily, apprenant qu'il devra pour cela répéter ses vœux de mariage au pays des vivants et boire un poison mortel afin de la rejoindre dans la mort. Les morts se préparent rapidement à la cérémonie et se rendent « là-haut » (The Wedding Song), où la ville est prise d'une panique passagère à leur arrivée, jusqu'à ce que chacun reconnaisse ses proches disparus et se réunisse joyeusement. Dans ce chaos, Barkis, paniqué, expose sa propre situation financière et son intention d'épouser Victoria uniquement pour sa richesse supposée, ce qui amène celle-ci à le rejeter.
Victoria suit tout le monde au mariage de Victor et Emily, alors que Victor prononce ses vœux et s'apprête à boire le poison, mais Emily l'arrête lorsqu'elle réalise qu'elle prive Victoria de sa chance de vivre heureuse avec lui. Au moment où Emily réunit Victor et Victoria, Barkis arrive pour kidnapper Victoria. Emily le reconnaît comme son ancien fiancé et lui révèle qu'il est aussi son meurtrier. Victor se bat en duel avec Barkis pour protéger Victoria, et Emily intervient pour sauver la vie de Victor. Barkis se moque d'Emily parce qu'elle est morte sans être mariée et boit involontairement le poison que Victor a failli prendre, ce qui le fait mourir et permet aux morts - qui ne peuvent pas interférer dans les affaires des vivants - de se venger de ses crimes. Emily, désormais délivrée de ses tourments, libère Victor de son vœu de mariage et lui rend sa bague, lui permettant d'épouser Victoria à qui elle lance son bouquet de mariée. Au clair de lune, elle se transforme en centaines de papillons et s'envole dans le ciel, trouvant la paix, sous le regard de Victor et Victoria qui s'embrassent.

## Fiche technique
- Titre original : Corpse Bride
- Titre français : Les Noces funèbres
- Titre québécois : La Mariée cadavérique
- Réalisation : Tim Burton et Mike Johnson (en)
- Scénario : John August, Pamela Pettler et Caroline Thompson, d’après des personnages créés par Tim Burton et Carlos Grangel basés sur une histoire originale de Joseph Ranft sur un conte russe
- Musique : Danny Elfman
- Storyboard : Chris Butler
- Décors : Alex McDowell
- Photographie : Pete Kozachik
- Montage : Chris Lebenzon et Jonathan Lucas
- Production : Allison Abbate, Tim Burton, Jeffrey Auerbach et Joe Ranft
- Sociétés de production : Tim Burton Productions, Laika
- Société de distribution : Warner Bros.
- Budget : 30 000 000 $[1]
- Pays de production :  États-Unis,  Royaume-Uni
- Langue originale : anglais
- Format : couleurs - 35 mm - 1,85:1 - DTS-ES / Dolby EX 6.1 / SDDS
- Genre : animation, fantastique, film musical
- Durée : 76 minutes
- Dates de sortie :
  - États-Unis : 23 septembre 2005
  - France : 19 octobre 2005
  - Belgique : 26 octobre 2005
  - Suisse : 19 octobre 2005
- Classification : 
  - États-Unis : PG (for some scary images and action, and brief mild language)
  - France : tous publics

## Distribution

### Voix originales
- Johnny Depp : Victor Van Dort
- Helena Bonham Carter : Emily, la mariée défunte (The Corpse Bride)
- Emily Watson : Victoria Everglot
- Tracey Ullman : Nell Van Dort et Hildegarde
- Paul Whitehouse : William Van Dort, Mayhew  et Paul le serveur
- Joanna Lumley : Maudeline Everglot
- Albert Finney : Finis Everglot
- Richard E. Grant : Lord Barkis Bittern
- Christopher Lee : le pasteur Galswell
- Michael Gough : Gutknecht l'Ancien
- Enn Reitel : l'asticot et le crieur public
- Deep Roy : Général Bonesapart[Note 1]
- Danny Elfman : Bonejangles[Note 2]
- Stephen Ballantyne : Emil
- Lisa Kay : le jeune villageois solennel
- Antonia Rey : Trixie

### Voix françaises
- Bruno Choël : Victor Van Dort
- Laurence Bréheret : Emily, la mariée défunte
- Céline Mauge : Victoria Everglot
- Brigitte Virtudes : Nell Van Dort
- Patrice Dozier : William Van Dort
- Frédérique Tirmont : Maudeline Everglot
- Georges Claisse : Finis Everglot
- Lily Baron : Hildegarde
- Michel Fortin : Mayhew
- Bruno Magne : Paul le serveur
- Gabriel Le Doze : Lord Barkis Bittern
- Pierre Hatet :  le pasteur Galswell
- Jacques Ciron : Gutknecht l'Ancien
- Serge Faliu : l'asticot
- Claire Guyot : la veuve noire
- Michèle Bardollet : Mme Plum
- Jean-Loup Horwitz : Le crieur public
- Pierre-François Pistorio : Bonejangles
- Jean-Claude Donda : Emil
- Olivier Constantin, Daniel Beretta, Patrice Schreider, Claudie Chauvet, Johanna Michel, Alain Legros, Claude Lombard : Chœurs

### Voix québécoises
- Gilbert Lachance : Victor Van Dort
- Camille Cyr-Desmarais : Emily, la mariée cadavérique
- Éveline Gélinas : Victoria Everglot
- Yves Corbeil : Finis Everglot
- Sylvain Hétu : Lord Barkis Bittern
- Stéphane Rivard : Le pasteur Galswells
- Sophie Faucher : Maudeline Everglot
- Johanne Garneau : Nell Van Dort
- Jacques Lavallée : William Van Dort

 Source et légende : version québécoise (VQ) sur Doublage.qc.ca

## Production

### Genèse et développement
L’origine de ce film remonte à l’époque du tournage du film stop motion L'Étrange Noël de monsieur Jack. Joe Ranft, artiste storyboardeur et scénariste chez Disney puis Pixar, qui avait supervisé la création des storyboards de ce film, est à l’origine de l’histoire. Il s’agissait d’un conte européen, à peine plus long qu’un paragraphe, dont Ranft avait entendu parler. Il l’a proposé à son ami Tim Burton, car il était convaincu que cette histoire conviendrait à l’imaginaire de son ami. Joe Ranft est mort avant la fin du tournage, le film lui est dédié.
Tim Burton a dessiné lui-même toutes les scènes, tous les personnages, puis les directeurs artistiques, les plasticiens et les décorateurs ont pris le relais. 
Le piano des Everglot porte l'inscription Harryhausen, du nom de l'un des plus grands spécialistes des effets spéciaux image par image, Ray Harryhausen.

### Tournage
Le film est tourné aux studios Vinton de Londres.
Les figurines étaient actionnées devant les caméras par une équipe de vingt-cinq animateurs.
Les marionnettes de Victor Van Dort et d'Emily sont les répliques miniatures de Johnny Depp et de Helena Bonham Carter.

## Bande originale
La bande originale du film, écrite et produite par Danny Elfman, est sortie le 20 septembre 2005 aux États-Unis sous le titre Tim Burton's Corpse Bride - Original Motion.

## Accueil

### Accueil critique
Le film reçoit un accueil critique favorable, recueillant 84 % de critiques positives, avec une note moyenne de 7,2/10 et sur la base de 194 critiques collectées, sur le site agrégateur de critiques Rotten Tomatoes. Sur Metacritic, il obtient un score de 83/100 sur la base de 35 critiques collectées.
En France, le site Allociné propose une note moyenne de 4,2⁄5 à partir de l'interprétation de critiques provenant de 27 titres de presse.

### Box-office
Le film connait un certain succès commercial, rapportant environ 117 195 000 $ au box-office mondial, dont 53 359 000 $ en Amérique du Nord, pour un budget de 30 000 000 $. En France, il réalise 1 384 877 entrées.

## Distinctions

### Récompenses
- Future Film Festival Digital Award lors de la Mostra de Venise 2005.
- NBR Award du meilleur film d'animation en 2005.
- Saturn Award du meilleur film d'animation en 2006.

### Nominations
- Oscar du meilleur film d'animation en 2006.
- Satellite Awards du meilleur film d'animation et de la meilleure musique de film en 2005.
- Annie Award du meilleur film d'animation en 2006.
- Young Artist Award du meilleur film d'animation en 2006.
- Critics Choice Award du meilleur film d'animation en 2006.